# V422 Большой Медведицы
V422 Большой Медведицы (лат. V422 Ursae Majoris) — двойная затменная переменная звезда типа W Большой Медведицы (EW) в созвездии Большой Медведицы на расстоянии приблизительно 5708 световых лет (около 1750 парсеков) от Солнца. Видимая звёздная величина звезды — от +13,94m до +13,65m. Орбитальный период — около 0,459 суток (11,017 часов).